# Ядерна аварія
Ядерна аварія (англ. nuclear accident) — аварія, пов'язана з пошкодженням тепловиділяючих елементів (ТВЕЛ), яке перевищує встановлені межі безпечної експлуатації, яка викликана ядерно-фізичними процесами внаслідок:
- порушення контролю і управління ланцюговою реакцією поділу в активній зоні;
- утворення критичної маси під час перевантаження, транспортування і зберігання ТВЕЛів;
- порушення тепловідведення від ТВЕЛів.[1];[2]

Українське законодавство також надає більш широке визначення. Ядерна аварія — аварія, пов'язана з виходом іонізуючого випромінювання за встановлені межі безпечної експлуатації внаслідок виникнення самопідтримувальної ланцюгової реакції поділу та викликана пошкодженням обладнання з ядерними матеріалами (готової продукції) і/або ядерно-фізичними процесами внаслідок утворення критичної маси під час виготовлення ядерного палива, транспортування і зберігання ядерних матеріалів та готової продукції.
Ядерну аварію класифікують за рівнем не менш, ніж 4 за класифікацією Міжнародної шкали ядерних подій.
Ядерна аварія є одним з видів радіаційної аварії.

## Приклади ядерних аварій
В сучасній історії є приклади ядерних аварій, зокрема:
- Аварія на АЕС Чолк-Рівер (Chalk River), Канада, 12.12.1952;
- Аварія реактора EBR-1, Айдахо, США, 29.11.1955;
- Киштимська аварія 29 вересня 1957 року;
- Аварія у Віндскейлі (Windscale), Велика Британія, 10.10.1957;
- Аварія на АЕС «Сен Лоран" (Saint-Laurent), Франція, 17.10.1969;
- Аварія на АЕС Трі-Майл-Айленд (Three Mile Island), Пенсильванія, США, 28.03.1979;
- Аварія на Чорнобильській АЕС, СРСР, 26.04.1986;
- Авария в Токаймура (Tokaimura), Японія, 30.09.1999;
- Аварія на Фукусімській АЕС (Fukushima), Японія, 11.03.2011;
- Аварія на підводному човні К 27, СРСР, 17.10.1969тощо.

В атомній промисловості світу відбулися не менш 22 ядерних аварій з виникненням ланцюгової реакції, що само підтримувалася, в результаті яких мали місце 9 смертельних випадків. Авторитетний аналіз констатує:
- Жодна з аварій не призвела до значних (масштабних) радіаційних наслідків ані для людей, ані для екології за межами території ядерної установки. Це підтверджує твердження, що наслідки аварії для персоналу і екології території аварії за критичністю  подібні хімічним вибухам, тобто це проблема безпеки окремих робітників.
- Жодну з аварій неможливо приписати виключно відмовам обладнання.
- Жодну з аварій неможливо пояснити помилковими розрахунками, що було проведено аналітиками – фахівцями з критичності.
- Багато з аварій відбулося під час нестандартних операцій. Однак, число аварій є малим, щоб надавати однозначні висновки.
- Адміністративні фактори, а не масштаби аварії, як правило, визначали тривалість часу після аварії, протягом якого установка не працювала.
- Не спостерігалося жодних нових фізичних явищ. Всі аварії можуть бути пояснені на основі наявних в сучасності знань.
- Ряд констатацій – відносно причин аварій, фізичних явищ, що спостерігалися – дійсний для всіх випадків аварій.

В основі деяких ядерних аварій були суттєві порушення правил техніки безпеки і чинних інструкцій. 